# Збірна Туреччини з баскетболу
Збірна Туреччини з баскетболу — представляє Туреччину на міжнародних баскетбольних змаганнях. Посідає в рейтингу ФІБА шосте місце. Найкращі результати команди — срібло на чемпіонаті Європи в 2001 році і срібло на чемпіонаті світу в 2010 році.